# 朱紫坊方氏民居
朱紫坊方氏民居，位于中华人民共和国福建省福州市鼓楼区朱紫坊48号，清代建。坐南向北。二进，由门楼，天井、披榭、正座、后座等组成。面阔均为三明两暗。双坡顶，穿斗式木构架。后座为二层楼房，其东南角与花厅、书房连通。前后天井用平整石板铺就。围以封火墙。隔扇、窗棂、垂莲柱等用材考究、雕刻精美。2005年5月11日公布为第六批福建省文物保护单位。